# Vela Učka
Vela Učka – wieś w Chorwacji, w żupanii primorsko-gorskiej, w mieście Opatija. W 2011 roku liczyła 40 mieszkańców.